# 1297 Quadea
1297 Quadea је астероид главног астероидног појаса са средњом удаљеношћу од Сунца која износи 3,018 астрономских јединица (АЈ).
Апсолутна магнитуда астероида је 10,8 а геометријски албедо 0,120.